# Motore elettrico a riluttanza magnetica
Un motore elettrico a riluttanza o motore a riluttanza variabile è un motore sincrono che genera una coppia sfruttando la riluttanza magnetica.

## Principi generali
Il motore sfrutta l'induzione tra poli magnetici non permanenti sul rotore ferromagnetico, che è privo sia di avvolgimenti che di magneti permanenti.
Il funzionamento si basa sul rotore che segue la posizione dove la riluttanza del flusso magnetico è minima, e che corrisponde al punto dello statore che genera l'induttanza maggiore.
I motori a riluttanza possono fornire un'elevata densità di potenza a basso costo, il che li rende interessanti per molte applicazioni.

## Tipologie

### Motori a riluttanza commutata (SRM)

Motore a Riluttanza variabile con tre fasi di controllo. L'animazione mostra la variazione del campo magnetico e l'andamento delle linee di campo magnetico dovute alle fasi di controllo sullo statore.

motore a riluttanza con tre fasi di controllo

Il motore a riluttanza commutata o in breve SRM (dall'inglese: switched reluctance motor) ha uno statore multifase avvolto (statore) come una macchina asincrona. Il rotore (rotore) non è rotondo, ma ha poli pronunciati.
Il motore a riluttanza commutata è un motore passo-passo che utilizza pochi poli e non magnetizzati.
Lo statore è costituito da più poli elettromagnetici sporgenti (salienti), simili a un motore CC con spazzole a campo avvolto. Il rotore è costituito da materiale ferromagnetico (con isteresi stretta ed alta permeabilità magnetica, come l'acciaio al silicio), laminato, per limitare le perdite delle correnti indotte, che ha delle propaggini che agiscono come poli magnetici salienti per la riluttanza magnetica.
Per i motori a riluttanza commutata, il numero di coppie polari per fase del rotore e dello statore sono primi tra loro, il che riduce al minimo l'ondulazione di coppia e impedisce l'allineamento simultaneo di tutti i poli, in una posizione che non potrebbe generare coppia.
Quando un polo dello statore è equidistante dai due poli adiacenti del rotore, si dice che il polo del rotore è nella "posizione completamente disallineata". Questa è la posizione di massima riluttanza magnetica per il polo del rotore. Nella "posizione allineata", due (o più) poli del rotore sono completamente allineati con due (o più) poli dello statore, (il che significa che i poli del rotore sono completamente rivolti verso i poli dello statore) ed è una posizione di minima riluttanza.
L'induttanza di ciascun avvolgimento di fase nel motore varia con la posizione, poiché anche la riluttanza varia con la posizione. Questo presenta una sfida per i sistemi di controllo.

### Motori Sincroni a riluttanza (SynRM)

L'animazione mostra come i flussi magnetici ruotano in sincronia con il rotore

I motori sincroni a riluttanza o in breve SynRM (dall’inglese: synchronous reluctance motor) hanno un numero uguale di poli sia sullo statore che sul rotore. Il rotore è di forma circolare con dei tagli predisposti per introdurre “barriere” di flusso interne, fori che dirigono il flusso magnetico lungo il cosiddetto asse diretto (i tagli possono essere riempiti con resine, per aumentare la rigidità meccanica).
Il rotore ruota a velocità sincrona con il campo magnetico senza parti conduttrici di corrente. Le perdite del rotore sono minime rispetto a quelle di un motore a induzione.
Una volta avviato a velocità sincrona, il motore può funzionare con tensione sinusoidale. Il controllo della velocità richiede un azionamento a frequenza variabile.

### Motori Sincroni a riluttanza con magneti permanenti (PMaSynRM)
Il motore sincrono a riluttanza con magneti permanenti o in breve PMaSynRM è strutturalmente molto simile al motore SynRM, se non per il fatto che in alcune barriere di flusso del rotore (zone cave), presentano dei magneti permanenti.
Questo comporta un aumento di coppia rispetto al motore SynRM, inoltre hanno anche il pregio di ridurre la non linearità
magnetica, in ogni caso sia nei motori SynRM che nei PMaSynRM, si verificano delle armoniche di coppia, che possono essere ridotte tramite un'oculata scelta della geometria delle barriere di flusso.

## Vantaggi
Il vantaggio di un motore a riluttanza è il fatto che le perdite si verificano praticamente solo nello statore, che può quindi essere facilmente raffreddato dall'esterno.
Grazie alla struttura relativamente semplice del rotore senza bobine o materiali speciali (non sono necessari magneti permanenti e non sono necessari materiali come le terre rare), il rotore può essere reso robusto e con una costruzione adeguata tollerante di sopravvelocità.

## Svantaggi
Il principale svantaggio del motore a riluttanza è la coppia pulsante, che è particolarmente importante quando il numero di poli dello statore è piccolo. Ulteriori svantaggi sono le forze radiali pulsanti tra il rotore e lo statore, che sollecitano i cuscinetti e sono responsabili di un livello di rumore relativamente elevato. Inoltre, come nella macchina asincrona, è necessaria una corrente reattiva per costruire il campo rotante. Questa corrente reattiva aumenta la potenza apparente dei convertitori elettronici.